# Nicolau de Bobadilla

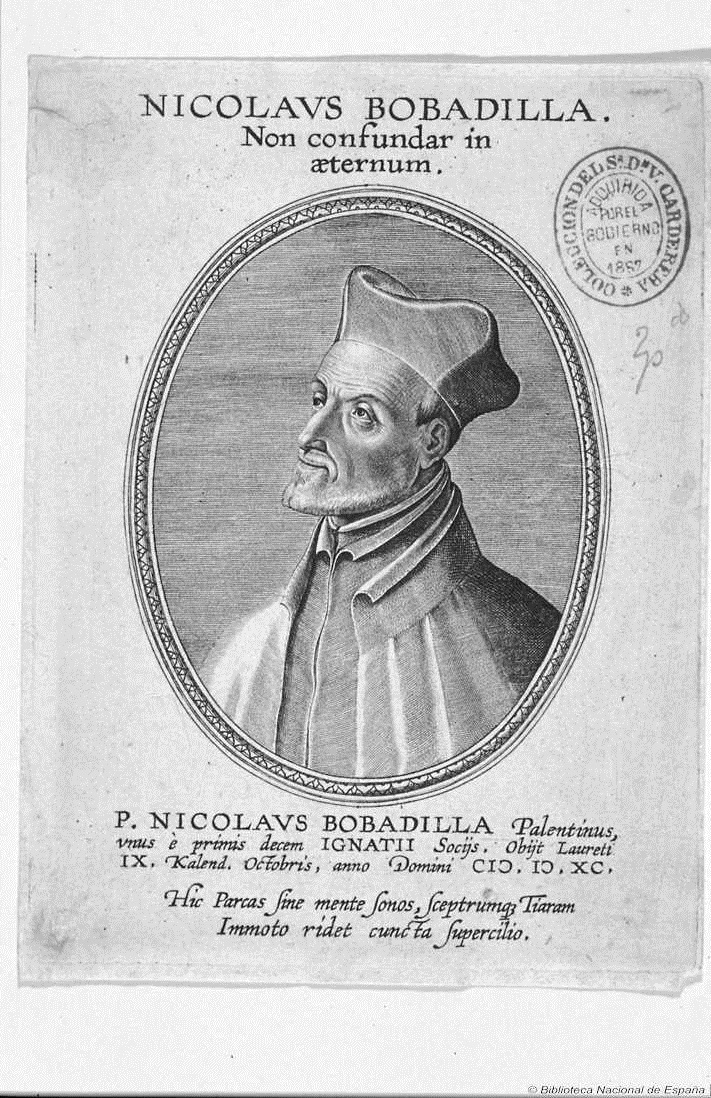
Retrato de Nicholas Bobadilla

Nicolau de Bobadilla (1511 - 23 de setembro de 1590) foi um dos primeiros jesuítas.

## Biografia
Nasceu em Palencia, Espanha, e foi educado em seu próprio país e na França. Ele caiu sob a influência de Inácio de Loyola enquanto estudava na Universidade de Paris, e se tornou um dos primeiros jesuítas.
Bobadilla era um pregador eficaz, e esteve por um tempo ligado aos exércitos do imperador Carlos V. Ele passou a maior parte de sua longa carreira na Alemanha e na Itália, usando sua formidável proeza intelectual e retórica contra a propagação do protestantismo. Ele às vezes desagradou Inácio, como quando ele se opôs vigorosamente aos esforços de Carlos V para fazer as pazes com os protestantes e por esse motivo foi forçado a deixar a Alemanha.
Ele morreu em Loreto, Itália, em 1590.